# 34 (număr)
34 (treizeci și patru) este numărul natural care urmează după 33 și este urmat de 35.

## În matematică
- Este un număr compus.[1]
- 34 este un număr semiprim, fiind produsul a două numere prime: 34 = 2 x 17. 33 și 35 sunt de asemenea semiprime.[2][3]
- Este al 9-lea număr Fibonacci[4] și este un număr Pell.[5] Este și un număr Pell–Lucas.[6] și un număr Markov.[7]
- Este al treilea număr Erdős-Woods.[8]
- Este un număr Størmer.[9][10]
- Nu există nicio rezolvare a formulei φ(x) = 34, ceea ce înseamnă că 34 este un număr nontotient.[11]
- Este un număr heptagonal.[12]
- Este un număr centrat endecagonal.[13][14]
- Este constanta magică a unui pătrat magic de 4 pe 4.[15]

## În știință
- Este numărul atomic al seleniului.[16]

### Astronomie
- NGC 34 este o galaxie spirală în constelația Balena.
- Messier 34 este un roi deschis din constelația Perseu.
- 34 Circe este o planetă minoră.
- 34D/Gale este o cometă periodică din sistemul solar.

## Alte domenii
- +34 este prefixul telefonic internațional al Spaniei.[17]